# Dream On (canción de Depeche Mode)
«Dream on» (en español, Sueña en) es el trigésimo sexto disco sencillo del grupo inglés de música electrónica Depeche Mode, el primero desprendido de su álbum Exciter, lanzado en 2001.
Dream on es una canción compuesta por Martin Gore que mezcla una guitarra acústica con efectos de sintetizador y la voz filtrada de David Gahan, lo cual provocó confusión entre la gente por lo difícil de clasificarla además de que en un principio algunos ni siquiera reconocían la voz del cantante. Como lado B aparece el tema instrumental Easy Tiger del cual se incluyó una versión corta en el álbum Exciter.
La única diferencia con la versión del álbum Exciter, es que en el sencillo Dream on comienza con la guitarra mientras en el álbum comienza con Dave Gahan pronunciando "Can you feel a little love?" para dar paso a la guitarra, además en la versión sencillo es un poco más corta. Las palabras "Can you feel a little love?" son del estribillo de la canción, el cual es cantado por los tres miembros de Depeche Mode, Dave Gahan, Martin Gore y Andrew Fletcher.

## Descripción
Es un auténtico ejercicio de pop en forma sintetizada, o una suerte de tema folclórico estilizado hacia un modo electro pop; uno de los más arriesgados experimentos de DM con una melodía conducida todo el tiempo por una guitarra acústica, y acompañamiento de efectos electrónicos.
Sin embargo en su simpleza estilística el tema regresaba a una tendencia de pop más tradicionalista de DM, alejada de los sonidos excesivamente cargados y alternativos, optando más por la sofisticación de conjugar elementos electrónicos con acústicos y una letra desenfadada y cínica clamando “¿Puedes sentir un poco de amor?”, de hecho durante toda la lírica compara al amor con una enfermedad o incluso con una comezón, enmarcando la sencillez del único sentimiento al cual ningún ser humano se puede sustraer, el amor.
Así, el tema está basado en la sutileza de la guitarra y un acompañamiento permanente de elementos electrónicos medianamente disueltos con un suave efecto de percusión en complemento de una canción verdaderamente como ninguna otra electroacústica. Toda la notación de la guitarra es media sin convertirse en momento alguno en una pieza fuerte y aún la voz de David Gahan está someramente filtrada para restarle gravedad a su distintivo registro de barítono.
El lado B Easy Tiger, del cual además se contiene una versión corta en el álbum Exciter, es una función instrumental suave y acompasada, uno de los interludios musicales más tranquilos de DM, el cual se puede bailar a un ritmo cadencioso e igual de cínico mostrando la faceta más hedonista del grupo.
Como curiosidad, la línea melódica principal en realidad es la misma del lado B de 1986 But Not Tonight, pero reproducida con guitarra acústica. En 2005, Martin Gore retomaría de nuevo con guitarra la parte inicial de la melodía para el tema Suffer Well de David Gahan.

## Formatos

### En CD
| Mute CD Bong30 Dream on |                                                        |          |  |
| N.º                     | Título                                                 | Duración |  |
| 1.                      | «Dream on» (versión sencillo)                          | 3:42     |  |
| 2.                      | «Easy Tiger» (versión completa)                        | 4:57     |  |
| 3.                      | «Easy Tiger» (Bertrand Burgalat & A.S. Dragon Version) | 4:52     |  |

| Mute LCDBong30 Dream on |                                           |          |  |
| N.º                     | Título                                    | Duración |  |
| 1.                      | «Dream on» (Bushwacka Tough Guy Mix)      | 5:22     |  |
| 2.                      | «Dream on» (Dave Clarke Acoustic version) | 4:24     |  |
| 3.                      | «Dream on» (Octagon Man Mix)              | 5:24     |  |
| 4.                      | «Dream on» (Kid 606 Mix)                  | 4:44     |  |

| Mute RCDBong30 Dream on |                                       |          |  |
| N.º                     | Título                                | Duración |  |
| 1.                      | «Dream on» (versión sencillo)         | 3:39     |  |
| 2.                      | «Dream on» (Bushwacka Tough Guy Edit) | 4:39     |  |

| Reprise 2 44982 Dream on |                                                       |          |  |
| N.º                      | Título                                                | Duración |  |
| 1.                       | «Dream on» (versión sencillo)                         | 3:39     |  |
| 2.                       | «Easy Tiger» (Bertrand Burgala & A.S. Dragon Version) | 4:52     |  |
| 3.                       | «Dream on» (Bushwacka Tough Guy Vocal Mix)            | 6:07     |  |
| 4.                       | «Dream on» (Bushwacka Blunt Mix)                      | 6:47     |  |
| 5.                       | «Dream on» (Dave Clarke Club Mix)                     | 5:13     |  |

| Reprise PRO-CDR 100670 Dream on |                                            |          |  |
| N.º                             | Título                                     | Duración |  |
| 1.                              | «Dream on» (Morel's Pink Noise Radio Edit) | 3:33     |  |
| 2.                              | «Dream on» (Morel's Pain is Waiting Mix)   | 4:56     |  |
| 3.                              | «Dream on» (Morel's Pink Noise Club Mix)   | 7:43     |  |
| 4.                              | «Dream on» (Morel's Pink Noise Dub)        | 7:00     |  |
| 5.                              | «Dream on» (The Brat Mix)                  | 8:28     |  |
| 6.                              | «Dream on» (Dave Clarke Acoustic Mix)      | 4:23     |  |

CD 2004
Realizado para la colección The Singles Boxes 1-6 de ese año.
| Mute CDBong30X Dream on |                                                      |          |  |
| N.º                     | Título                                               | Duración |  |
| 1.                      | «Dream on» (versión sencillo)                        | 3:43     |  |
| 2.                      | «Easy Tiger» (versión completa)                      | 4:57     |  |
| 3.                      | «Dream on» (Bertrand Brugalat & A.S. Dragon Version) | 4:53     |  |
| 4.                      | «Dream on» (Bushwacka Tough Guy Mix)                 | 6:08     |  |
| 5.                      | «Dream on» (Dave Clarke Acoustic Mix)                | 4:24     |  |
| 6.                      | «Dream on» (Octagon Man Mix)                         | 5:24     |  |
| 7.                      | «Dream on» (Kid 606 Mix)                             | 4:46     |  |
| 8.                      | «Dream on» (Dave Clarke Remix)                       | 5:14     |  |
| 9.                      | «Dream on» (Bushwacka Blunt Mix)                     | 6:49     |  |

### Endisco de vinilo
12 pulgadas Mute 12 Bong30  Dream on
| Lado A |                                      |          |  |
| N.º    | Título                               | Duración |  |
| 1.     | «Dream on» (Bushwacka Tough Guy Mix) | 6:08     |  |

| Lado AA |                                  |          |  |
| N.º     | Título                           | Duración |  |
| 1.      | «Dream on» (Dave Clarke Remix)   | 5:14     |  |
| 2.      | «Dream on» (Bushwacka Blunt Mix) | 6:49     |  |

12 pulgadas Mute P12 Bong30  Dream on
| Lado A |                                      |          |  |
| N.º    | Título                               | Duración |  |
| 1.     | «Dream on» (Bushwacka Tough Guy Mix) |          |  |

| Lado AA |                                      |          |  |
| N.º     | Título                               | Duración |  |
| 1.      | «Dream on» (Bushwacka Tough Guy Dub) |          |  |

12 pulgadas Mute PL12 Bong30  Dream on
| Lado A |                                   |          |  |
| N.º    | Título                            | Duración |  |
| 1.     | «Dream on» (Dave Clarke Club Mix) |          |  |

| Lado AA |                                  |          |  |
| N.º     | Título                           | Duración |  |
| 1.      | «Dream on» (Bushwacka Blunt Mix) |          |  |

12 pulgadas Mute PXL12 Bong30  Dream on
| Lado A |                                  |          |  |
| N.º    | Título                           | Duración |  |
| 1.     | «Dream on» (Octagon Man Mix)     |          |  |
| 2.     | «Dream on» (Octagon Man Dub Mix) |          |  |

| Lado AA |                                           |          |  |
| N.º     | Título                                    | Duración |  |
| 1.      | «Dream on» (Dave Clarke Acoustic version) |          |  |
| 2.      | «Dream on» (Kid 606 Mix)                  |          |  |

12 pulgadas doble Reprise Records 9-44982-0  Dream on
Disco uno
| Lado A |                                            |          |  |
| N.º    | Título                                     | Duración |  |
| 1.     | «Dream on» (Bushwacka Tough Guy Vocal Mix) | 6:08     |  |
| 2.     | «Dream on» (Dave Clarke Acoustic Mix)      | 4:24     |  |

| Lado B |                                   |          |  |
| N.º    | Título                            | Duración |  |
| 1.     | «Dream on» (Dave Clarke Club Mix) | 5:13     |  |
| 2.     | «Dream on» (Kid 606 Mix)          | 4:45     |  |

Disco dos
| Lado C |                                  |          |  |
| N.º    | Título                           | Duración |  |
| 1.     | «Dream on» (Bushwacka Blunt Mix) | 6:48     |  |
| 2.     | «Dream on» (Octagon Man Mix)     | 5:30     |  |

| Lado D |                                                        |          |  |
| N.º    | Título                                                 | Duración |  |
| 1.     | «Dream on» (Bushwacka Tough Guy Dub)                   | 6:08     |  |
| 2.     | «Easy Tiger» (Bertrand Burgalat & A.S. Dragon version) | 4:52     |  |

12 pulgadas doble Reprise Records PRO-A-100562  Dream on
Disco uno
| Lado A |                                   |          |  |
| N.º    | Título                            | Duración |  |
| 1.     | «Dream on» (Pink Noise Club Mix)  | 7:38     |  |
| 2.     | «Dream on» (Dave Clarke Club Mix) | 5:13     |  |

| Lado B |                                            |          |  |
| N.º    | Título                                     | Duración |  |
| 1.     | «Dream on» (Bushwacka Tough Guy Vocal Mix) | 6:08     |  |
| 2.     | «Dream on» (Dave Clarke Acoustic Mix)      | 4:24     |  |

Disco dos
| Lado C |                                      |          |  |
| N.º    | Título                               | Duración |  |
| 1.     | «Dream on» (Pink Noise Dub)          | 6:59     |  |
| 2.     | «Dream on» (Bushwacka Tough Guy Dub) | 6:08     |  |

| Lado D |                                  |          |  |
| N.º    | Título                           | Duración |  |
| 1.     | «Dream on» (Bushwacka Blunt Mix) | 6:48     |  |
| 2.     | «Dream on» (Kid 606 Mix)         | 4:45     |  |

## Vídeo promocional
"Dream on" fue dirigido por el francés Stéphane Sednaoui, y en él se muestra a la banda circulando por la carretera 66, lo cual resulta curioso pues Depeche Mode realizó en 1987 un cover a la canción Route 66 de Bobby Troup.
En el vídeo, David Gahan protagoniza conduciendo en la carretera por el paisaje norteamericano, al tiempo que se hace una analogía entre lo que ve en el camino y sus deseos, mientras Martin Gore y Andrew Fletcher son una especie de acompañantes momentáneos o representaciones del propio estado de ánimo de Gahan o de sus reflexiones, pues es quien realmente se muestra más emocional mientras maneja completamente solo.
También tiene partes en donde Gahan aparece por la noche a un lado de la carretera observando una especie de fantasma femenino irresistible pero intocable, con lo cual se concreta el concepto lírico de la canción sobre el “amor”.
El video se incluye en la colección The Best of Depeche Mode Volume 1 de 2006 y en Video Singles Collection de 2016.

## En directo
La canción hasta ahora ha sido interpretada tan sólo durante el correspondiente Exciter Tour, igual que casi todos los temas del álbum Exciter.
La interpretación se hacía tal como está en el álbum, electroacústica, aunque con el acompañamiento sintético bastante relegado por el protagonismo de la guitarra acústica de Martin Gore, quien tocaba y cantaba al mismo tiempo toda la letra pues a diferencia de cómo aparece en el disco la canción completa se realizaba a dueto.
Adicionalmente, el intro del instrumental "Easy Tiger" se utilizó durante toda la gira Exciter Tour como presentación para los conciertos, aunque de hecho a este le seguía la entrada en escenarios de Andrew Fletcher, Christian Eigner, Peter Gordeno y Martin Gore, llevando a cabo una interpretación en guitarra acústica de la melodía de "Dream on", el cual era como un segundo intro y un primer acto, al cual seguía la entrada de David Gahan y el comienzo en forma de cada concierto.